# 铃木梨罗
铃木梨罗（日语：／ Suzuki Rira，1998年9月6日—），日本女子举重运动员，2018年世界大学生举重锦标赛女子48公斤级金牌得主、2021年世界举重锦标赛女子49公斤级银牌得主、2024年亚洲举重锦标赛女子49公斤级银牌得主。